# Девід Гріман
Девід Гріман (ісп. David Grimán; 10 березня 1967) — венесуельський професійний боксер, призер чемпіонату світу серед аматорів, чемпіон світу за версією WBA (1992—1994) в найлегшій вазі.

## Аматорська кар'єра
На чемпіонаті світу 1986 завоював срібну медаль, здобувши три перемоги і програвши у фіналі Педро Орландо Реєсу (Куба).
Того ж 1986 року, здобувши дві перемоги і програвши у півфіналі Артуру Джонсону (США), завоював бронзову медаль на Іграх доброї волі.
На Панамериканських іграх 1987 здобув три перемоги, а у фіналі програв Адальберто Регаладо (Куба).
На Олімпійських іграх 1988 програв в першому бою Серафіму Тодорову (Болгарія).

## Професіональна кар'єра
1989 року дебютував на професійному рингу.
20 липня 1991 року зазнав поразки технічним нокаутом від чемпіона за версією WBA в другій найлегшій вазі Каосай Гелаксі (Таїланд).
15 грудня 1992 року вийшов на бій за титул чемпіона WBA в найлегшій вазі проти співвітчизника Аквілеса Гусмана. Поєдинок завершився перемогою Грімана. Провівши два успішних захисти титулу, 13 лютого 1994 року програв одностайним рішенням Саєн Сор Плоенчит (Таїланд).